# Andreas Becker (Hockeyspieler)
Andreas Becker (* 8. März 1970 in Mülheim an der Ruhr) ist ein deutscher Hockeyspieler und Olympiasieger.
Andreas Becker spielte bei Uhlenhorst Mülheim und wurde mit dieser Mannschaft 1988, 1990, 1991, 1994 und 1995 Deutscher Meister. Von 1988 bis 1996 gewann der Verein neunmal in Folge den Europapokal der Landesmeister.
Nachdem er 1988 Junioreneuropameister und 1989 Juniorenweltmeister geworden war, debütierte der Linksaußen 1989 in der deutschen Hockeynationalmannschaft. Er gewann 1991 bei der Feldhockey-Europameisterschaft den Titel und stand 1991 und 1992 bei der Champions Trophy im siegreichen Team. Bei den Olympischen Spielen 1992 war Becker in allen sieben Spielen dabei und erreichte mit der deutschen Mannschaft den ersten Olympiasieg nach zwanzig Jahren. Nach dem vierten Platz bei der Weltmeisterschaft 1994 gewann Becker 1995 zum zweiten Mal die Feldhockeyeuropameisterschaft. Becker beendete seine Karriere in der Nationalmannschaft bei den Olympischen Spielen 1996, als die deutsche Mannschaft den vierten Platz belegte. Insgesamt spielte Becker in 123 Länderspielen mit, davon 5 in der Halle.